# 陳氏青翠
陳氏青翠（1997年11月22日—）出生於越南平陽省以安市，越南女子排球運動員，場上位置為主攻手（在俱樂部時為中間手）。由越南排球俱樂部VTV龍安隊發掘及培養，因高達191公分而被視為越南排球界的明日之星。曾於越南、泰國及台灣等聯賽出賽。目前效力於日本V聯賽女子一級球隊PFU藍貓。

## 球員生涯
陳氏青翠13歲時便有178公分，於是越南排球俱樂部VTV龍安隊延攬及培養了她，並於此展開職業排球生涯。日後她更長到191公分，加上數年的賽事鍛鍊，成為了越南女排的主力。
2015年，陳氏青翠與隊上前輩阮氏玉花加盟曼谷玻璃排球俱樂部，她作為球隊主力得分點，表現出色並替球隊贏得了2015-2016賽季泰國女排聯賽的冠軍。
2017年，陳氏青翠與菲律賓女子排球員艾萊莎加盟企業排球聯賽珀兆ATTACKLINE女子排球隊，成為聯賽女子組首度引進的外援，也是聯賽女子組有史以來最高的球員。在聯賽中以譚緹作為登錄名。10月28日，企業十三年開幕賽她成功地幫助球隊贏得隊史首勝與賽季首勝。12月30日，她以全場最高28分的表現，終止台灣電力女子排球隊自開季以來的八連勝。2018年3月3日珀兆ATTACKLINE女子排球隊於挑戰賽中以1比3敗於台電女排，賽後隊伍的總教練鄧衍敏向陳氏青翠表達感謝與讚許，賽季結束後陳氏青翠獲得企業十三年女子組最佳邊線攻擊球員的榮譽。
企排十四年下半季（2019年），陳氏青翠再度效力珀兆ATTACKLINE女子排球隊。除了回歸球隊外，她也入讀臺北市立大學並加入該校校隊征戰大專排球聯賽。
2019年10月，陳氏青翠加盟了日本V聯賽女子一級球隊電裝輕蜂（Denso Airybees）。2021年，她轉隊至同屬一級球隊的PFU藍貓，在隊中位置從主攻手轉為中間手。
2023年，陳氏青翠代表越南以Sport Center 1的名義參賽亞洲女子排球俱樂部錦標賽，帶領隊伍以全勝的戰績奪得該屆錦標賽的冠軍。她個人則獲頒最有價值球員及最佳主攻手等獎項。

## 國際賽生涯
陳氏青翠於2013年便被選入國家隊。她於2015年東南亞運動會率隊贏得亞軍，並且參與同年度的亞洲盃及VTV越南女排國際邀請賽。
她在2016年VTV越南女排國際邀請賽代表VTV龍安隊並以主攻手的位置被評為最佳陣容。
她在2017年參與了2017年亞洲U23女子排球錦標賽、2017年亞洲女子排球錦標賽。經過幾年的國際賽事洗禮，她擔任了越南女排的主力得分手並有所表現，她在U23女排亞洲杯中獲得最佳主攻手之獎項並帶隊贏得季軍，而且在同年度的女排亞洲盃也延續了優異的得分能力，雖然僅獲得第五名的成績，但是本屆賽事中她總共得到146分，是所有參賽球員中最高的得分，而且比第二高得分球員多出19分。
她在2018年代表越南出賽2018年亞洲運動會女排比賽。
她在2019年代表越南出賽2019年東南亞運動會女排比賽，獲得銀牌。

## 體育成就

### 個人獎項
- 2017年亞洲U23女子排球錦標賽最佳主攻手

## 外部連結
- Trần Thị Thanh Thuý （页面存档备份，存于） - PFU藍貓